# Гідрографічне судно
Гідрографі́чне судно́ — судно, призначене для виконання морських, річкових і озерних лоцмейстерських робіт. Водотоннажність гідрографічного судна складає 1,5—2 тисяч тонн і залежить від мети й району робіт. Якщо необхідно виконувати роботи на мілині, то використовують катери, які знаходяться на судні.

## Класифікація
Гідрографічні судна поділяються на промірні й лоцмейстерські.

### Промірне гідрографічне судно
Промірне гідрографічне судно призначене для дослідження рельєфу дна, а також течій і т. ін., для проведення картографічної й радіолокаційної зйомки берегів. До складу оснащення промірного гідрографічного судна входять ехолоти, гідролокатори, апаратура, за допомогою якої можна визначити координати положення, провести обробку проб води, ґрунту й ін.

### Лоцмейстерське гідрографічне судно
За допомогою лоцмейстерського гідрографічного судна встановлюють й обслуговують берегові й плавучі засоби навігаційного оснащення (маяки, радіомаяки, світлові знаки, радіолокаційні відбивачі, буї й ін.) У своїй роботі лоцмейстерське гідрографічне судно використовує прилади для спуску, підйому й контролю засобів навігаційного обладнання, перезарядки джерел живлення, майданчик для гелікоптера, приміщення для газових балонів, й ін.